# ダミアン・グレゴリーニ
ダミアン・グレゴリーニ（Damien Gregorini、1979年3月2日 - ）は、フランス・アルプ＝マリティーム県ニース出身の元サッカー選手。現役時代のポジションはゴールキーパー。

## 経歴
OGCニースでプロキャリアをスタートした。2000年に移籍したオリンピック・マルセイユではヴェドラン・ルニエ、セドリック・カラッソ等との正GK争いに敗れ（正GKはルニエ）、2002年に古巣ニースにレンタル移籍。翌年完全移籍で復帰した。4シーズンほど正GKとしてプレーするもウーゴ・ロリスの台頭でベンチを温めることが多くなり、2007年1月30日にASナンシーに移籍。ただ。ここでもジェンナーロ・ブラシリャーノの控えとしてベンチに座ることが多かった。
しかし、2010-11シーズンはブラシリャーノの故障によってチャンスを掴むと31試合に出場。ブラシリャーノがオリンピック・マルセイユに移籍した2011-12シーズンはレギュラー定着を目指したが、FCナントから加入したギー・エンディ・アセンベにポジションを奪われた。

## 代表歴
U-21フランス代表としてUEFA U-21欧州選手権にメンバー入り。ミカエル・ランドローの控えとして準優勝した。

## 所属クラブ
- OGCニース 1999-2000
- オリンピック・マルセイユ 2000-2003

→  ニース 2002-2003 (Loan)
- ニース 2003-2007.1
- ASナンシー 2007.1-2014